# マイケル・カルバハル
マイケル・カルバハル（Michael Carbajal、1967年9月17日 - ）は、アメリカ合衆国の男性プロボクサー。アリゾナ州フェニックス出身。元WBC・IBF世界ライトフライ級統一王者。元WBO世界ライトフライ級王者。1988年ソウルオリンピックボクシングライトフライ級銀メダリスト。アメリカで権威のあるリングマガジンでは1993年のファイター・オブ・ザ・イヤーにも選出された。弟は第11代WBO世界バンタム級王者クルス・カルバハル。

## 来歴
1988年ソウルオリンピックボクシングライトフライ級で銀メダルを獲得。
1989年2月24日、プロデビュー戦に判定勝ち。なお、このときの対戦相手は後のIBF世界ライトフライ王者のウィル・グリッグスピーであった。
1990年7月29日、デビュー戦から無敗の14連勝でIBF世界ライトフライ級王者ムアンチャイ・キティカセムに挑戦。両者無敗の対決となったがカルバハルが序盤から王者を攻め立て、7RTKO勝ちで王座を獲得した。この王座を連続6度防衛した。
1993年3月13日、IBF王座7度目の防衛戦でWBC世界ライトフライ級王者ウンベルト・ゴンザレスとの王座統一戦が行われた。共に強打を誇る両者の対戦は序盤から激しい打ち合いとなったが、カルバハルは序盤で2度ダウンを喫するなど大苦戦を強いられた。しかし7Rに強烈なアッパーからの連打でKO勝ち。IBF7度目の防衛を達成すると共に、WBC王座との統一に成功した。この試合はリングマガジン ファイト・オブ・ザ・イヤーに選出された。
1994年2月19日、IBF王座10度目の防衛戦で再びウンベルト・ゴンザレスと対戦。一進一退のもつれる展開となるも、持ち味の強打をゴンザレスに封じ込められ、1-2の判定で敗れる。これによりIBF・WBC王座から陥落すると共に初黒星を喫した。
1994年7月15日、WBO世界ライトフライ級王者ホセ・カマーチョに挑戦。判定勝利し王座を獲得するも、防衛せずに返上する。
1994年11月12日、IBF・WBCの統一王者となったウンベルト・ゴンザレスとのラバーマッチが実現する。しかしゴンザレスのアウトボクシングの前に有効打をヒットさせることが出来ず、判定0-2で敗れた。
1996年3月16日、IBF世界ライトフライ級王座決定戦でメルチョル・ゴブ・カストロに判定勝ちし、再びIBF世界王者に返り咲いた。この王座は2度防衛。
1997年1月18日、IBF世界ライトフライ級王座3度目の防衛戦でマウリシオ・パストラナに敗れ王座陥落。
1999年7月31日、ホルヘ・アルセの持つWBO世界ライトフライ級王座に挑戦。10代で世界王座を取った王者の勢いの前に苦しい試合を強いられたが、11Rにカルバハルの強打がクリーンヒットし、逆転の世界タイトル獲得を果たした。獲得した王座はすぐに返上し、この試合を最後に現役を引退した。

## 獲得タイトル
- 第18代WBC世界ライトフライ級王座（防衛2度）
- 第5代IBF世界ライトフライ級王座（防衛9度）
- 第8代IBF世界ライトフライ級王座（防衛2度）
- 第3代WBO世界ライトフライ級王座（防衛0度）
- 第10代WBO世界ライトフライ級王座（防衛0度）